# Constantin Van Cromphaut
Constantin Van Cromphaut (Oordegem, 8 december 1805 - Wetteren, 28 januari 1879) was een Belgisch industrieel en katholiek volksvertegenwoordiger.

## Biografie
Constantin Van Cromphaut was een zoon van de landbouwer Bernard Van Cromphaut en Maria Petronilla De Clercq. Hij trouwde met Zoé Verbiest (1816-1895) en ze kregen vier dochters.
Hij werd als industrieel actief in Wetteren. Vanaf 1828 werkte hij in de Koninklijke Buskruitfabriek Cooppal en bij zijn dood was hij opgeklommen tot administrateur-directeur en beheerder. Hij werd opgevolgd door zijn schoonzoon Charles-Ange Libbrecht. Zijn kleinzoons Maurice en Henri Libbrecht volgden op hun beurt hun vader op.
In 1842 werd hij gemeenteraadslid en schepen van Wetteren, en van 1873 tot 1879 was hij er burgemeester. Hij was ook provincieraadslid van Oost-Vlaanderen van 1860 tot 1866 en vanaf 1864 was hij ondervoorzitter van de provincieraad.
Hij werd tweemaal verkozen tot volksvertegenwoordiger voor het arrondissement Dendermonde:
- in 1853 (bij buitengewone verkiezing ter opvolging van de overleden Prosper de Kerchove de Denterghem), een mandaat dat hij vervulde tot in 1853,
- in 1866, een mandaat dat hij vervulde tot aan zijn dood.